# Carolina Ravassa
Carolina Ravassa (Cali, 15 de junio de 1985) es una actriz y productora colombiana que estudió licenciatura en Artes Teatrales en el Boston College,  Massachusetts, como así también un año de trabajo de actriz para películas y televisión en el Conservatorio de Artes Dramáticos de Nueva York. Carolina es bien conocida como la voz de Sombra del videojuego Overwatch.

## Vida y carrera
Ravassa pasó su infancia y juventud en muchos países, principalmente entre Colombia y los Estados Unidos, y habla, por lo tanto, cuatro idiomas de manera fluida: inglés, español, portugués e italiano. Se ha interesado en la actuación desde una edad muy temprana siendo su primer rol un papel en la que interpretó a Gretel en la producción local de La novicia rebelde.
Inicialmente comenzó a estudiar en España e Italia pero fue inspirada por el poder del cambio sociopolítico a través del Teatro del oprimido con Augusto Boal en Brasil. Ella fue educada en el Boston College, recibiendo su licenciatura en Artes Teatrales, así como pasando un año de actuación para el cine y la TV en el New York Conservatory for Dramatic Arts.
En 2010, Carolina hizo una aparición en la película de Disney Step Up 3D donde interpretó el personaje de Kristin. En 2004 apareció en dos episodios de la serie The Affair del canal norteamericano Showtime en el papel de Jules. Ravassa también ha hecho trabajos como Actor de voz. Su apareición en videojuegos incluye un rol como Taliana Martínez en eljuego Grand Theft Auto V en 2013, y su bien conocida representación de Sombra, del juego Overwatch de Blizzard..
Carolina también produce y protagoniza su propia serie en línea One-Woman Hispano-sajón donde explora su propia vida como una mujer latina y blanca en Nueva York.
Tanto como actriz y actriz de voz, Ravassa es también una bailarina realizada, siendo particularmente atraída por la Salsa.

## Filmografía
| Año       | Título                            | Rol                                            | Más información                          |
| --------- | --------------------------------- | ---------------------------------------------- | ---------------------------------------- |
| 2009      | Inside the Mind of Etta Netterman | Etta Netterman                                 | Principal                                |
| 2009      | Nueva York                        | Colombian Wife                                 | Principal                                |
| 2010      | Step Up 3D                        | Kristin                                        | Apoyo                                    |
| 2010      | Love Between the Lines            | Julie                                          |                                          |
| 2011      | I Am Julia                        | Diana Castillo                                 | Principal                                |
| 2011      | 5ive: Thirty One (5:31)           | Ada B. Rubia                                   |                                          |
| 2013      | Follow The Leader                 | Ashley                                         |                                          |
| 2014      | The Re-Gift                       | Vanessa                                        |                                          |
| 2014      | Maybe Tomorrow                    | Kiah Mendoza                                   | Apoyo                                    |
| 2014      | 5                                 | Emily Richards                                 |                                          |
| 2014      | The Affair                        | Jules                                          | Recurrente                               |
| 2015      | Brasilia: City of the Future      | Carolina                                       | Principal                                |
| 2015      | Millie and the Lords              | Lucy                                           | Apoyo                                    |
| 2015      | Alternatino                       | Zumba Dancer                                   | Apoyo                                    |
| 2015-2016 | Hispanglosaxon                    | Múltiple Roles                                 | Principal                                |
| 2016      | Overwatch: Infiltration           | Sombra (voz)                                   |                                          |
| 2017      | Dopamine                          | Alice                                          | Serie Regular                            |
| 2017      | Mr. Robot                         | Mujer                                          | Episodio: "eps3.8_stage3.torrent"        |
| 2017      | LaGolda                           | LaGolda (voz)                                  |                                          |
| 2018      | El Gallo                          | Sonia                                          |                                          |
| 2018      | Suspense                          | Cabo Haedo                                     | Episodio: "Pionero"                      |
| 2018      | Saint Nicholas                    | Iris                                           |                                          |
| 2019      | Big City Greens                   | Higienista femenina (voz)                      | Episodio: "Diente lastimado"             |
| 2019-2020 | Victor and Valentino              | Voces adicionales, Itzel, mamá de Tula (voces) | 5 episodios                              |
| 2019      | The Loud House                    | Ana Ronalda (voz)                              | Episodio: "No Show with the Casagrandes" |
| 2020      | The Happy Side                    | Carla                                          | Principal                                |
| 2020      | Power Players                     | Cleo Leball (voz)                              |                                          |
| 2020      | Onyx Equinox                      | Zyanya (voz)                                   | Serie web animada                        |

## Videojuegos
| Año  | Título             | Rol                  | Más información |
| ---- | ------------------ | -------------------- | --------------- |
| 2012 | Max Payne 3        | The Local Population | Sin acreditar   |
| 2013 | Grand Theft Auto V | Taliana Martínez     | Voz             |
| 2016 | Overwatch          | Sombra               | Voz             |
| 2018 | Just Cause 4       | Población local      |                 |
| 2020 | Valorant           | Raze                 | Voz             |
| 2020 | Avengers           | Voces adicionales    |                 |
| 2020 | Cyberpunk 2077     | Voces adicionales    |                 |
| 2023 | Dead Island 2      | Carla                | Voz             |